# Omortague da Bulgária
Omortague ou Omurtague (em búlgaro:  Омуртаг; original em grego: Μορτάγων e Ομουρτάγ) foi um canasubigi da Bulgária entre 815 e 831. Ele é conhecido como "o Construtor".
Bem no começo de seu reinado, Omortague firmou um tratado de paz de 30 anos com o vizinho Império Bizantino que permaneceu vigente durante toda a sua vida. Ele conseguiu lidar com sucesso com a política agressiva do Império Carolíngio, que pretendia tomar o noroeste da Bulgária e sufocou as revoltas entre as diversas tribos eslavas. Omortague também realizou reformas administrativas que aumentaram o poder e a autoridade do governo central. Seu reinado foi marcado por um forte desenvolvimento da arquitetura búlgara por conta das diversas obras patrocinadas pelo cã.

## Ascensão ao trono
Depois da morte do cã Crum, o país passou por num breve período de instabilidade. Algumas fontes mencionam que a Bulgária foi governada por dois nobres - Ducumo, Ditzeugo - que perseguiram os cristãos, segundo as bizantinas. Diversas teorias existem para explicar os eventos deste período. De acordo com elas, os nobres ou eram generais de Crum com posições de poder no governo, mas que nunca chegaram ao trono, ou regentes do jovem Omortague. Os historiadores geralmente aceitam uma solução de compromisso proposta pelo professor Vasil Gyuzelev de que Omortague sucedeu ao pai depois de alguns poucos distúrbios.

## Política externa

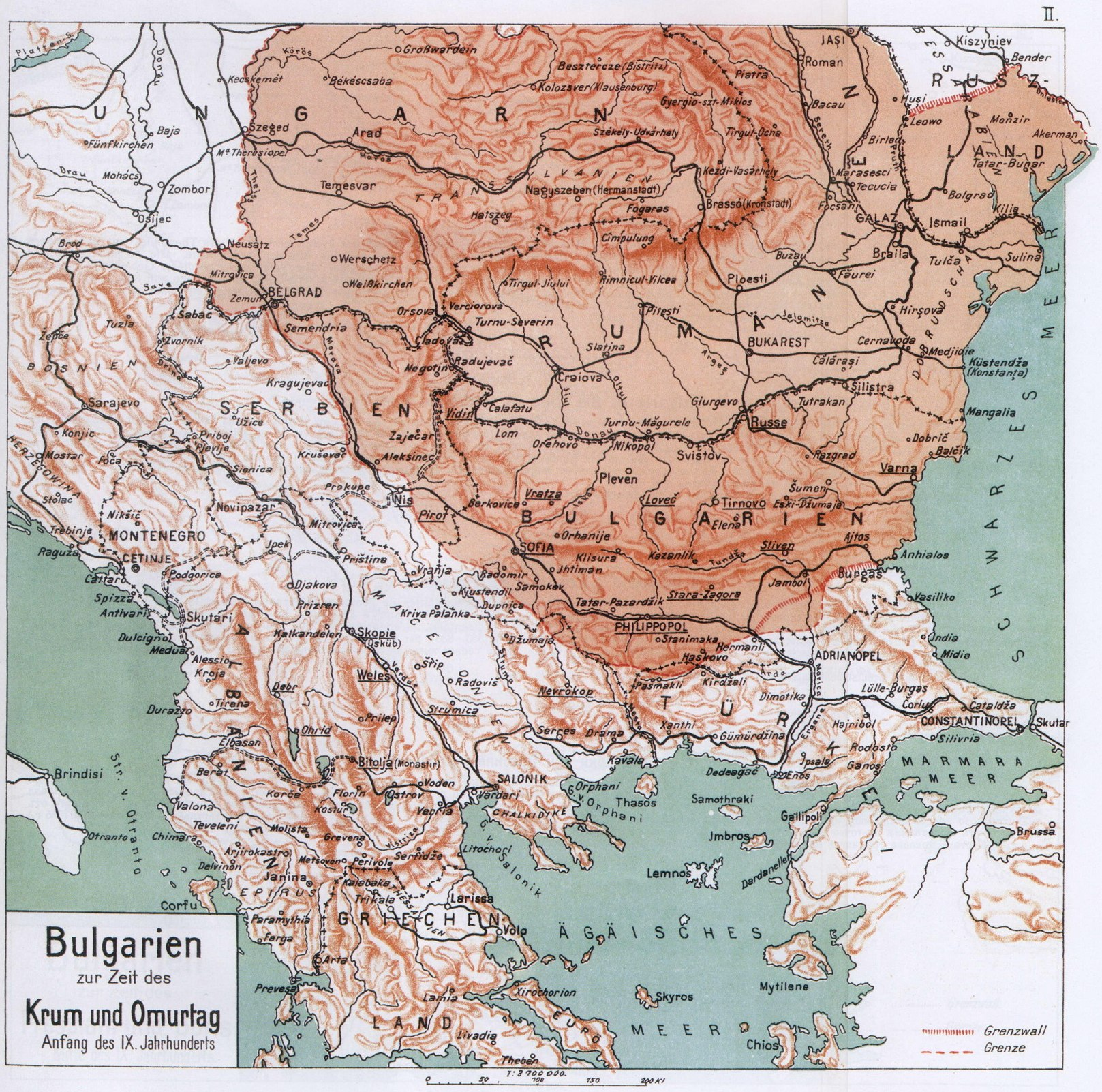
Território da Bulgária na época de Omortague

### Primeiros anos de Omortague
Depois da morte súbita do cã Crum, muitas tropas búlgaras estavam na Trácia bizantina defendendo diversas posições estratégicas. O imperador bizantino Leão V, o Armênio, aproveitou-se da crise sucessória no verão de 814 e marchou contra os búlgaros. Na batalha que se seguiu perto da cidade de Burtodizo (provavelmente a moderna Babaeski), os bizantinos se saíram vitoriosos. Omortague só escapou com vida por causa de um cavalo muito veloz. Porém, a batalha não foi um golpe decisivo contra o poderio búlgaro, embora certamente tenha tido seu efeito deletério.
Além do assalto, os bizantinos também tomaram algumas precauções contra os búlgaros. no início de 814, eles enviaram emissários ao imperador franco Luís, o Piedoso, propondo uma aliança contra a Bulgária. Não se sabe se algum acordo foi alcançado, mas é muito provável que Luís não tenha concordado com nada importante. Porém, quando as notícias de uma possível aliança entre os dois impérios alcançaram a corte búlgara em Plisca, Omortague decidiu buscar a paz. Além disso, os búlgaros precisavam de tempo para consolidar sua autoridade nas terras que haviam acabado de conquistar. O surgimento do novo estado franco e agitações renovadas entre as tribos das estepes eram assuntos que precisavam de atenção antes de qualquer nova campanha contra o Império Bizantino. Omortague então firmou um tratado de paz de 30 anos com os bizantinos em 815 e cujo texto parcial foi encontrado numa coluna na vila de Seltsi, na província de Shumen. O tratado discorria sobre:
- A fronteira na Trácia. Ela começa na costa do Mar Negro, perto de Debelto, passa ao longo da valeta de Erkesiya, continua até Makri Livada (na moderna província de Haskovo) no rio Maritsa e, de lá, até a cordilheira do Ródope, mas sem incluir Plovdiv nas fronteiras búlgaras.

- Os eslavos que permanecem em Bizâncio. Os búlgaros propuseram uma troca de prisioneiros bizantinos pela população eslava da Trácia.

- A troca de outros prisioneiros de guerra.

Os dois governantes juraram manter os termos do tratado utilizando cada um seus próprios ritos, o que escandalizou a corte bizantina. O tratado era muito favorável aos bizantinos por que a Bulgária precisava desta paz. O exército estava exausto, a capital, Plisca, ainda estava em ruínas depois de ter sido arrasada por Nicéforo I, o Logóteta em 811 e os bizantinos já não eram mais uma ameaça significativa para os búlgaros. O tratado foi honrado por ambos os lados e foi renovado depois da ascensão do novo imperador bizantino Miguel II, o Amoriano, ao trono em 820. Em 821, Tomás, o Eslavo, se rebelou contra o imperador bizantino e cercou Constantinopla para tentar usurpar o trono. O cã Omortague enviou um exército que atacou os rebeldes na Batalha de Cedúcto no verão de 822 ou na primavera de 823. Apesar de os relatos bizantinos darem conta que Tomás fora completamente destruído, os acadêmicos modernos consideram que esta batalha foi uma vitória - bastante custosa, é certo - de Tomás.

### Relações com o Império Franco
Em 818, as tribos eslavas dos timocanos, obotritas e braniceucos (que habitavam as terras ao longo do Médio Danúbio, terras antigamente ocupadas pelos ávaros) se revoltaram contra uma cada vez mais centralizada suserania búlgara no ocidente e buscaram ajuda do imperador Luís, o Piedoso. Entre 824 e 826, Omortague tentou se aproximar da corte franca para tentar uma saída diplomática para o problema, mas, sem sucesso, acabou dando um ultimato em 826. No ano seguinte, ele enviou frotas ao longo dos rios Danúbio e Drava e conseguiu retomar o controle do sudeste da Panônia. Os francos foram derrotados em diversas escaramuças menores. Depois deste breve conflito, as relações entre os dois países melhorou e Omortague conseguiu substituir diversos chefes eslavos por seus aliados. Eventos similares ocorreram novamente em 829, com o mesmo resultado. O relato destes fatos aparece numa inscrição em memória do zera-tarcano Onégavo, que se afogara no rio Tísia. A vitória búlgara se deu, em larga medida, pela falta de uma reivindicação justa dos francos às terras búlgaras. Além disso, havia uma grande zona tampão entre o Danúbio e o Tísia que separava as duas potências. Os problemas quase sempre eram causados pelas tentativas das tribos eslavas de conseguirem maior autonomia, o que conflitava com a política búlgara de centralização do controle sobre eles até sua incorporação final.
Outra inscrição memorial, esta em homenagem ao kopan Ocorsis, que se afogou no Dniepre, testemunha as atividades militares ao longo da fronteira nordeste já no início de 824. Porém, não se sabe ao certo contra quem lutavam os búlgaros. Acredita-se geralmente que eram os magiares, mas, recentemente, a opinião do professor Ivan Bozhilov - de que seria os cazares - vem ganhando cada vez mais popularidade. Embora não haja evidências diretas do resultado destes combates, assume-se que terminaram com vitória búlgara por causa das rápidas e enérgicas medidas de Omortague.

## Política interna
A longa paz foi uma época propícia para uma política interna ativa na consolidação do nascente estado búlgaro, inclusive a eliminação das ameaças internas à estabilidade e um intensivo programa de obras.

### Administração
Depois de várias tentativas fracassadas de escapar do controle búlgaro pelas tribos eslavas, Omortague concluiu que era necessário eliminar completamente a autonomia delas em seu vasto domínio. Ele promoveu então uma reforma administrativa e subdividiu o estado em grandes províncias chamadas condados (comitati), cujos governadores eram nomeados diretamente pelo grão-cã e tinham autoridade civil e militar. Os condados foram, por sua vez, subdivididos em regiões menores chamadas zupanias (zhupi). A área no entorno da capital tinha um status especial. O exército foi integrado e unificado, eliminando a dependência de uma infantaria eslava separada da cavalaria búlgara. A importância dos principais ministros do grão-cã, o caucano e o izurgu-bulia, cresceu. Como resultado das reformas, a Bulgária se consolidou e se centralizou ainda mais.

### Programa de obras
| “ | ...mesmo que um homem viva bem, ele morre e outro passa a existir. Que o que chega depois, ao ver esta inscrição, se lembre de quem a fez. E seu nome é Omortague, canasubigi. | ” |
|   | — Inscrição de Omortague em Tarnovo. |   |

Em casa, Omortague iniciou um enorme programa de obras com o objetivo tanto de restaurar sua capital, Plisca, que fora destruída pelos bizantinos em 811 quanto fomentar o desenvolvimento de vários centros regionais, palácios e fortalezas. Suas obras deram grande contribuição para o desenvolvimento da chamada cultura de Plisca-Preslava. Muitas fontes (Inscrição de Chatalar e a de Omortague em Tarnovo) e inscrições memoriais foram preservadas e dão testemunho das atividades de reconstrução de Plisca, da construção de um novo palácio com uma grande sala do trono até um novo templo de Tangra. A cidade também passou a contar com uma avenida de colunas de pedra com os nomes das cidades conquistadas pelos búlgaros na Trácia. Diversos palácios e fortalezas foram construídas ao longo do Danúbio, além de novas residências para o grão-cã em Tarnovo e Chepelare. Todo este programa demonstra que a Bulgária detinha uma robusta economia na época.

### Perseguição aos cristãos
Omortague reprimiu ativamente os cristãos em seu reino, em particular os prisioneiros de guerra bizantinos que foram assentados por Crum na Bulgária, a norte do Danúbio. Esta política pode ter sido motivada em parte pela invasão bizantina de 811 ou pela atividade proselitista de uma parte dos cristãos cativos. Omortague também deserdou seu filho mais velho, Enravota, por ser cristão (ele seria posteriormente assassinado pelo herdeiro de Omortague, Malamir, seu irmão mais novo, e canonizado como mártir). 
A compilação do século XVII dos búlgaros do Volga, Ja'far Tarikh, uma obra cuja autenticidade é disputada, apresenta Amurtague ou Yomyrčak (Omortague) como sendo filho de Korym (Crum).